# 胡鞍钢
胡鞍钢（1953年4月27日—），男，祖籍浙江嘉善，生于辽宁鞍山，现任中国科学院-清华大学国情研究中心主任、清华大学公共管理学院教授、博士生导师。

## 生平
1953年4月27日，胡鞍钢出生于辽宁省鞍山市，是父亲胡兆森四个子女中的第一个，据胡鞍钢三弟胡本钢介绍，胡兆森因为当时在鞍钢进行建设工作而给长子取名为胡鞍钢。胡鞍钢自小就想做一名知识分子，十几岁的时候就开始阅读《人民日报》、《参考消息》等报纸了解世界上发生的大事。1966年，文化大革命爆发，胡鞍钢无法继续接受教育，未能完成初中统考即毕业:2。1969年，胡鞍钢在上山下乡运动中以知识青年身份来到“北大荒”，并加入了黑龙江生产建设兵团一师六团当农工:2。在这期间，胡鞍钢仍然坚持自学，同时观察并思考农村和农民的情况:3。1973年11月，加入中国共产党。1976年，胡鞍钢转调华北冶金地质勘探队。
1977年，邓小平恢复高考制度，胡鞍钢参与报考，当时的领导挽留他，劝说他涨工资的名单上可能有他，但他仍坚持参与了文革后的第一次高考，并考入河北工学院:5-6。进入大学后，胡鞍钢下定决心一定要尽可能地接受正规教育。他先后在河北工学院取得工学学士学位、北京钢铁学院取得工学硕士学位:6-7。随后，胡鞍钢进入中国科学院自动化研究所，在周立三的领导下进行研究，并于1988年获工学博士学位:10。
1991年至1992年赴美国耶鲁大学经济系进行博士后研究；1993年转入美国莫瑞州立大學经济系做访问学者；1997年入美国麻省理工学院人文学院做客座研究员；1998年赴香港中文大学经济学系做客座研究员；2000年赴日本庆应义塾大学公共管理学院任访问學者；2001年赴美国哈佛大学肯尼迪政治学院做访问教授；2003年初一度赴法国社会科学高等研究院中国研究中心做访问研究员。

## 学术贡献
1985年起参加周立三领导的中国科学院国情分析研究小组，自此开始，逐渐成为中国国情研究方面主要的权威之一，其领导的国情研究中心是中国顶级的国家决策咨询智库，从1998年至今主编《国情报告》，向中央领导同志和省部级主要负责人累计提供1300余期，先后获得党和国家领导人批示百余次，对国家重大决策产生持续影响。

## 观点及立场

### 经济
1993年时与王绍光合著了一份《国家能力报告》，该报告被认为促成了1994年分税制改革：中央政府和地方政府都开始按税种划分收入来源，其中全国性的、收入较大的税种被收归中央。该份报告及改革随后引起了巨大的争论。《光明日报》写道，“有舆论认为，围绕‘王胡报告’的争论是‘新左派’和‘自由主义者’的一次大规模交锋”。胡鞍钢之后被划为新左派的一员。不过，他本人表示“我并不认为自己是这个派或那个派。我是实事求是派，是务实派。我特别推崇邓小平务实的作风，应该像他一样考虑中国的大思路、大战略。充分将现实主义和理想主义有机结合”。
在中国国有企业改革问题上，他认为，「国有企业是社会主义跨国企业或全球企业」。「与资本主义跨国公司相比，社会主义跨国企业最大的不同之处体现在国有企业的文化上。中国的企业文化来源于中国的传统文化，同时也有对西方文化的学习借鉴。但是，它不同于西方的文化，西方企业文化强调个人主义，我国国有企业文化更加强调和谐，强调集体主义，强调奉献精神。一个好的企业，不仅创造物质财富，还创造精神财富。企业文化就是这种物质财富的一个主观反映，因而也就形成了对内对外的『软实力』。」
胡鞍鋼在2017年提出，中國的綜合國力已經「超越美國，居世界第一」，引發學界爭議。2018年發生美國封殺中興事件和中美貿易戰，胡鞍鋼的「超越美國」論受到外界猛烈抨擊，有清華大學校友連署呼籲校方解聘其教職。

### 政治
在《十八大以来习近平国内考察调研记》中，胡鞍钢总结了习近平调研的“五个主要特点”，分别是统筹全局、锐意改革、情系人民、力促创新和身先垂范。2018年，胡鞍钢在线上平台edX开课教授“习思想”课程。胡鞍钢认为，“党的十八大以来，中国紧紧抓住了极其宝贵的发展战略机遇期，有效应对内外部的挑战，实现了历史性和全局性的大发展、大变革、大进步。”
胡鞍钢认为，与强调民族分界的“民族大拼盘”模式相比，“民族大熔炉”能够有效地防止民族矛盾和民族冲突演变为民族分裂问题，例如美国、巴西和印度政府不搞民族识别，强调国族身份的建构和统一，同时强调公民的个人权利平等，而不是民族权利的平等，保障了国家的统一。“民族大拼盘”强调民族分界、民族身份、民族团体和地域多元主义体制而使社会泾渭分明、政治多元分野，无法促进民族交融而建构统一的国族，容易导致民族冲突与地区矛盾冲突交织在一起，最终演化为民族分裂甚至民族战争，例如苏联、南斯拉夫社会主义联邦共和国与捷克斯洛伐克均采用了这一政策，分别导致了苏联解体、南斯拉夫解体和捷克斯洛伐克解体。胡鞍钢于2012年发布了《第二代民族政策：促进民族交融一体和繁荣一体》一文以推动相关政策。
胡鞍钢主张，中国要坚持中国共产党的领导，绝不能搞三权分立。认为中国共产党和中国特色社会主义道路是真正的“人间正道”，国家治理现代化不是西方化，非西方国家不可能接受西方那一套以后就自动变成了“西方”国家，中国国家治理体系具有“中国性”或“中国特色”，是由中国历史传承、文化传统、历史轨迹、历史选择所决定的。胡鞍钢在2012年时主张中国共产党的“集體總統制”比美國的“一人總統制”更民主，次年又出版專著《中國集體領導體制》，但是习近平执政后很快开始强化个人权力，被认为是政治投机失策。
胡鞍钢认为，邓小平作出改革开放的历史决策并非偶然，有两个重要因素，一是“毛泽东发动和领导“文化大革命”的彻底失败导致中国的经济和社会危机”，二是二战后中国“与发达国家先进技术水平的差距明显拉大”，他概括为“毛泽东的重大决策失误，就成为邓小平发动改革开放的成功之母”。

## 著作
- 《人间正道》（合著）（中国人民大学出版社，2011）
- 《2030中国：迈向共同富裕》（與鄢一龙合著）（中国人民大学出版社，2011）
- 《中国：创新绿色发展》（中国人民大学出版社，2012）
- 《中国集体领导体制》（中国人民大学出版社，2013）
- 《中国集思广益型决策》
- 《中国式共识型决策》
- 《目标治理》
- 《中国国家能力报告》
- 《中国经济波动报告》
- 《中国地区差距报告》
- 《就业与发展-中国失业问题与就业战略》
- 《中国发展前景》
- 《中国挑战腐败》
- 《中国战略构想》
- 《影响决策的国情报告》
- 《中国大战略》
- 《第二次转型：国家制度建设》
- 《透视SARS: 健康与发展》
- 《中国聲音》（東方出版中心，2016）
- 《中国国情与发展》（與鄢一龙合著）（中国人民大学出版社，2016）
- 《创新中国集体领导体制》（中信出版社，2017）
- 《我与改革开放同行》（杭州，浙江人民出版社，2018）[29]